# خوان غسبرت
خوان غسبرت (بالإسبانية: Juan Gisbert)‏ مواليد 5 أبريل 1942 في برشلونة، إسبانيا، هو لاعب كرة مضرب إسباني سابق بدأ مسيرته كمحترف سنة 1968 وكان يلعب باليد اليمنى، اعتزل اللعب في 1976. أعلى تصنيف له في الفردي كان المركز الـ 14 في سنة 1967. سبق أن شارك في دورة الألعاب الأولمبية الصيفية.

## النهائيات

### نهائيات البطولات الكبرى

#### الفردي: 1 (0–1)
| الحصيلة | السنة | البطولة                       | الأرضية | المنافس في النهائي | النتيجة في النهائي |
| الوصافة | 1968  | بطولة أستراليا المفتوحة للتنس | عشبية   | بيل بوري           | 7–5, 2–6, 9–7, 6–4 |

## روابط خارجية
- خوان غسبرت على موقع رابطة محترفي التنس (الإنجليزية)
- خوان غسبرت على موقع الاتحاد الدولي لكرة المضرب (الإنجليزية)
- خوان غسبرت على موقع كأس ديفيز (الإنجليزية)
- خوان غسبرت على موقع خلاصة التنس.كوم (الإنجليزية)
- خوان غسبرت على موقع أوليمبيديا (الإنجليزية)